# آسویی‌ها
آسویی‌ها یک قوم باستانی کوچ‌رو در آسیای میانه بودند که در ۱۳۰ سال پیش از میلاد به حکومت یونانیان باختر پایان دادند. این‌ها جزو سکاها/الانان
که مردمانی ایرانی‌تبار شرقی بودند، حساب می‌شود.